# Dercsényi család
A dercsényi nemes és báró Dercsényi család a régi magyar családok egyike.

## Története
A család neve valószínűleg már egy 1072-ben kelt okiraton szerepel, bár akkor még Fejér formában. Később, a mohácsi vész után a család a Szepességbe költözött, ahol Weiss név alatt szerepeltek. Mindez az eredet sajnálatosan nem bizonyítható, de annyi biztos, hogy 1687-ben I. Lipót nemesi címerlevelet adott Weiss Jánosnak. Ennek a Jánosnak ugyancsak János nevű unokája, zempléni főorvos és mineralógus vette fel a Dercsényi nevet. Ennek a Jánosnak két fia, Pál és János 1839-ben már a bárói címet is megkapták. János báró államtudományi és bölcseleti író, valamint udvari tanácsos volt.